# راشد بوذینه
راشد بوذینه (انگلیسی: Rached Boudhina؛ زادهٔ ۱ دسامبر ۱۹۴۹) بازیکن هندبال اهل تونس بود.